# NBA Global Games 2013
NBA Global Games 2013 foi uma turnê mundial, de pré-temporada, realizada em 2013, em que equipes da NBA fizeram partidas amistosas em várias cidades do mundo.
A turnê promoveu oito partidas de pré-temporada em oito cidades de seis países e territórios. Ela inclui ainda dois jogos internacionais de temporada regular (calendário 2013/2014). Foi a primeira vez que a liga promoveu dois jogos de temporada regular fora dos Estados Unidos e do Canadá numa mesma temporada. Foi também a primeira vez que a América do Sul recebeu uma partida da NBA.

## Pré-temporada - partidas amistosas

### NBA Global Games Europa
Jogo 1
| 5 de outubro de 2013. | Report | Oklahoma City Thunder | 95–82 | Fenerbahçe Istambul (*) |  | Ülker Sports Arena, Istanbul |  |

Jogo 2
| 6 de outubro de 2013. | Report | Philadelphia 76ers | 106–104 | Bilbao Basket (*) |  | Bizkaia Arena, Bilbao |  |

Jogo 3
| 8 de outubro de 2013. |  | Philadelphia 76ers | 99–103 | Oklahoma City Thunder |  | Phones 4u Arena, Manchester |  |

(*) equipes que não pertencem a NBA.

### NBA Global Games Rio
Jogo 4
| 12 de outubro de 2013. | Report | Chicago Bulls                        | 83–81 | Washington Wizards                   |  | HSBC Arena, Rio de Janeiro |  |
| 12 de outubro de 2013. | Report | Pts: 83 Rbts: 49 Asts: 23 faltas: 25 |       | Pts: 81 Rbts: 44 Asts: 16 faltas: 16 |  | HSBC Arena, Rio de Janeiro |  |

- Chicago Bulls: Jimmy Butler, Carlos Boozer, Nazr Mohammed, Luol Deng, Kirk Hinrich, Taj Gibson, Tony Snell, Erik Murphy, Marquis Teague, Mike Dunleavy, Mike James, Dexter Pittman[4]
- Washington Wizards: Trevor Ariza, Jan Vesely, Nenê Hilário, John Wall, Bradley Beal, Trevor Booker, Kevin Seraphin, Martell Webster, Eric Maynor, Glen Rice, Josh Childress[4]

### NBA Global Games Asia
Jogo 5
| 10 de outubro de 2013. | Report | Indiana Pacers | 96–116 | Houston Rockets |  | Mall of Asia Arena, Manila |  |

Jogo 6
| 13 de outubro de 2013. |  | Indiana Pacers | 98–107 | Houston Rockets |  | Taipei Arena, Taipei |  |

### NBA Global Games China
Jogo 7
| 15 de outubro de 2013. |  | Los Angeles Lakers | 95–100 | Golden State Warriors |  | MasterCard Center, Pequim |  |

Jogo 8
| 18 de outubro de 2013. |  | Los Angeles Lakers | 89–115 | Golden State Warriors |  | Mercedes-Benz Arena, Xangai |  |

## Temporada regular - partidas internacionais

### NBA Global Games
Jogo 1
| 4 de dezembro de 2013. | Relatório | Minnesota Timberwolves | Partida–Cancelada | San Antonio Spurs |  | Ulker Sports Arena, Cidade do México |  |

Nota: Este jogo foi adiado para o dia 08 de abril devido a problemas na arena onde seria disputada a partida. O local também foi mudado. A partida será disputada no Target Center.
Jogo 2
| 16 de janeiro de 2014. | Relatório | Atlanta Hawks | 110–127 | Brooklyn Nets |  | The O2 Arena, Londres |  |

## Público
Fonte:MaquinadoEsporte.uol
| Partida                                    | Cidade         | Ginásio            | Capacidade | Público | Tx. Ocupação |
| ------------------------------------------ | -------------- | ------------------ | ---------- | ------- | ------------ |
| Oklahoma 95 x 82 Fenerbahce                | Istanbul       | Ulker Sports Arena | 13.800     | 12.191  | 88,3%        |
| Philadelphia 76ers 106 x 104 Bilbao Basket | Bilbao         | Bizkaia Arena      | 15.414     | 13.538  | 87,8%        |
| Oklahoma 103 x 99 Philadelphia             | Manchester     | Phones 4u Arena    | 20.500     | 13.472  | 65,7%        |
| Houston Rockets 116 x 96 Indiana Pacers    | Manila         | Mall Of Asia Arena | 20.000     | 12.885  | 64.4%        |
| Chicago 83 x 81 Washington                 | Rio de Janeiro | HSBC Arena         | 14.000     | 13.635  | 97,3%        |
| Houston 107 x 98 Indiana                   | Taipei         | Taipei Arena       | 15.082     | 13.686  | 90,7%        |
| Golden State 100 x 95 LA Lakers            | Pequim         | MasterCard Arena   | 18.000     | 17.114  | 95%          |
| Golden State 115 x 89 LA Lakers            | Pequim         | MasterCard Arena   | 18.000     | 17.482  | 97,1%        |
| Atlanta Hawks 110 x 127 Brooklyn Nets      | Londres        | O2 Arena           | 23.000     | 18,689  | 81,25%       |

## Direitos televisivos
No Brasil, o NBA Global Games Rio teve transmissão exclusiva para rede aberta pela Rede TV!. Já a ESPN foi a emissora que adquiriu os direitos para os canais fechados.